# Weltcup im Skibergsteigen 2024/25
Der Weltcup im Skibergsteigen 2024/25 war die in der Wintersportsaison 2024/25 wichtigste von der International Ski Mountaineering Federation ausgetragene Wettkampfserie im Skibergsteigen. Die Saison begann am 14. Dezember 2024 in Courchevel und endete am 13. April 2025 in Tromsø.

## Terminkalender
| #                                                    | Datum             | Land          | Ort               | Einzel | Sprint | Vertical | Staffel |
| ---------------------------------------------------- | ----------------- | ------------- | ----------------- | ------ | ------ | -------- | ------- |
| 1                                                    | 14.–15. Dezember  | Frankreich    | Courchevel        |        | ●      | ●        |         |
| 2                                                    | 10.–13. Januar    | Aserbaidschan | Shahdag           | ●      | ●      | ●        |         |
| 3                                                    | 25.–26. Januar    | Andorra       | Arinsal           | ●      |        |          | ●       |
| 4                                                    | 1. – 2. Februar   | Spanien       | Boí Taüll         |        | ●      |          | ●       |
| 5                                                    | 22. – 23. Februar | Italien       | Bormio            |        | ●      |          | ●       |
| 3. bis 8. März 2025 – Weltmeisterschaften in Morgins |                   |               |                   |        |        |          |         |
| 6                                                    | 14.–15. März      | Österreich    | Schladming        |        | ●      | ●        |         |
| 7                                                    | 20.–22. März      | Italien       | Martelltal        | ●      |        |          | ●       |
| 8                                                    | 4.–5. April       | Schweiz       | Villars-sur-Ollon |        | ●      |          | ●       |
| 9                                                    | 10.–13. April     | Norwegen      | Tromsø            | ●      | ●      | ●        |         |
| Anzahl                                               | Anzahl            | Anzahl        | Anzahl            | 4      | 7      | 4        | 5       |

Der Wettbewerb in Bormio diente als Generalprobe für die Olympischen Winterspiele 2026.

## Herren

### Weltcup-Übersicht
| Datum      | Austragungsort    | Disziplin     | Sieger             | Zweiter               | Dritter           |
| ---------- | ----------------- | ------------- | ------------------ | --------------------- | ----------------- |
| 14.12.2024 | Courchevel        | Sprint        | Cardona Oriol Coll | Arno Lietha           | Thibault Anselmet |
| 15.12.2024 | Courchevel        | Vertical Race | Rémi Bonnet        | Aurélien Gay          | Xavier Gachet     |
| 10.01.2025 | Shahdag           | Sprint        | Arno Lietha        | Robin Bussard         | Ot Ferrer         |
| 11.01.2025 | Shahdag           | Vertical Race | Rémi Bonnet        | Christof Hochenwarter | Maximilien Drion  |
| 13.01.2025 | Shahdag           | Einzel        | Rémi Bonnet        | Samuel Equy           | Thibault Anselmet |
| 25.01.2025 | Arinsal           | Einzel        | Rémi Bonnet        | Thibault Anselmet     | Aurélien Gay      |
| 01.02.2025 | Boí Taüll         | Sprint        | Cardona Oriol Coll | Robin Bussard         | Arno Lietha       |
| 22.02.2025 | Bormio            | Sprint        | Cardona Oriol Coll | Jon Kistler           | Arno Lietha       |
| 14.03.2025 | Schladming        | Vertical Race | Rémi Bonnet        | Thibault Anselmet     | Maximilien Drion  |
| 15.03.2025 | Schladming        | Sprint        | Cardona Oriol Coll | Thibault Anselmet     | Jon Kistler       |
| 20.03.2025 | Martelltal        | Einzel        | Rémi Bonnet        | William Bon Mardion   | Matteo Eydallin   |
| 04.04.2025 | Villars-sur-Ollon | Sprint        | Thibault Anselmet  | Jon Kistler           | Maximilien Drion  |
| 10.04.2025 | Tromsø            | Vertical Race | Rémi Bonnet        | Maximilien Drion      | Aurélien Gay      |
| 12.04.2025 | Tromsø            | Sprint        | Thomas Bussard     | Jon Kistler           | Maximilien Drion  |
| 13.04.2025 | Tromsø            | Einzel        | Rémi Bonnet        | Davide Magnini        | Matteo Eydallin   |

### Wertungen

#### Gesamtweltcup
Endstand nach 15 von 15 Rennen (Top 10)
| Rang | Athlet             | Punkte |
| ---- | ------------------ | ------ |
| 1.   | Thibault Anselmet  | 980    |
| 2.   | Maximilien Drion   | 896    |
| 3.   | Rémi Bonnet        | 800    |
| 4.   | Cardona Oriol Coll | 745    |
| 5.   | Paul Verbnjak      | 604    |
| 6.   | Robin Bussard      | 568    |
| 7.   | Thomas Bussard     | 558    |
| 8.   | Jon Kistler        | 544    |
| 9.   | Aurélien Gay       | 491    |
| 10.  | Ot Ferrer          | 451    |

| Rang | Athlet              | Punkte |
| ---- | ------------------- | ------ |
| 1.   | Rémi Bonnet         | 400    |
| 2.   | Paul Verbnjak       | 229    |
| 3.   | Xavier Gachet       | 225    |
| 4.   | Samuel Equy         | 222    |
| 5.   | Maximilien Drion    | 220    |
| 6.   | Thibault Anselmet   | 219    |
| 7.   | Davide Magnini      | 214    |
| 8.   | William Bon Mardion | 210    |
| 9.   | Matteo Eydallin     | 195    |
| 10.  | Aurélien Gay        | 186    |

| Rang | Athlet             | Punkte |
| ---- | ------------------ | ------ |
| 1.   | Cardona Oriol Coll | 575    |
| 2.   | Jon Kistler        | 527    |
| 3.   | Thibault Anselmet  | 518    |
| 4.   | Arno Lietha        | 437    |
| 5.   | Ot Ferrer          | 425    |
| 6.   | Robin Bussard      | 397    |
| 7.   | Iñigo Martínez     | 394    |
| 8.   | Maximilien Drion   | 358    |
| 9.   | Nikita Filippow    | 310    |
| 10.  | Thomas Bussard     | 302    |

| Rang | Athlet                | Punkte |
| ---- | --------------------- | ------ |
| 1.   | Rémi Bonnet           | 400    |
| 2.   | Maximilien Drion      | 318    |
| 3.   | Aurélien Gay          | 265    |
| 4.   | Paul Verbnjak         | 251    |
| 5.   | Thibault Anselmet     | 243    |
| 6.   | Christof Hochenwarter | 222    |
| 7.   | Antonio Sánchez       | 186    |
| 8.   | Paul Jay              | 171    |
| 9.   | Nils Oberauer         | 168    |
| 10.  | Thomas Bussard        | 159    |

## Damen

### Weltcup-Übersicht
| Datum      | Austragungsort    | Disziplin     | Sieger                 | Zweiter         | Dritter               |
| ---------- | ----------------- | ------------- | ---------------------- | --------------- | --------------------- |
| 14.12.2024 | Courchevel        | Sprint        | Emily Harrop           | Marianne Fatton | Margot Ravinel        |
| 15.12.2024 | Courchevel        | Vertical Race | Axelle Gachet-Mollaret | Emily Harrop    | Sarah Dreier          |
| 10.01.2025 | Shahdag           | Sprint        | Emily Harrop           | Marianne Fatton | Célia Perillat-Pessey |
| 11.01.2025 | Shahdag           | Vertical Race | Axelle Gachet-Mollaret | Johanna Hiemer  | Emily Harrop          |
| 13.01.2025 | Shahdag           | Einzel        | Axelle Gachet-Mollaret | Emily Harrop    | Johanna Hiemer        |
| 25.01.2025 | Arinsal           | Einzel        | Axelle Gachet-Mollaret | Emily Harrop    | Tove Alexandersson    |
| 01.02.2025 | Boí Taüll         | Sprint        | Emily Harrop           | Léna Bonnel     | Ana Alonso            |
| 22.02.2025 | Bormio            | Sprint        | Emily Harrop           | Marianne Fatton | Caroline Ulrich       |
| 14.03.2025 | Schladming        | Vertical Race | Tove Alexandersson     | Emily Harrop    | Alba De Silvestro     |
| 15.03.2025 | Schladming        | Sprint        | Emily Harrop           | Marianne Fatton | Ana Alonso            |
| 20.03.2025 | Martelltal        | Einzel        | Axelle Gachet-Mollaret | Emily Harrop    | Alba De Silvestro     |
| 04.04.2025 | Villars-sur-Ollon | Sprint        | Emily Harrop           | Giulia Murada   | Katia Mascherona      |
| 10.04.2025 | Tromsø            | Vertical Race | Axelle Gachet-Mollaret | Emily Harrop    | Alba De Silvestro     |
| 12.04.2025 | Tromsø            | Sprint        | Emily Harrop           | Marianne Fatton | Margot Ravinel        |
| 13.04.2025 | Tromsø            | Einzel        | Axelle Gachet-Mollaret | Emily Harrop    | Alba De Silvestro     |

### Wertungen

#### Gesamtweltcup
Endstand nach 15 von 15 Rennen (Top 10)
| Rang | Athletin               | Punkte |
| ---- | ---------------------- | ------ |
| 1.   | Emily Harrop           | 1411   |
| 2.   | Célia Perillat-Pessey  | 834    |
| 3.   | Ana Alonso             | 809    |
| 4.   | Axelle Gachet-Mollaret | 700    |
| 5.   | Marianne Fatton        | 696    |
| 6.   | Margot Ravinel         | 640    |
| 7.   | Johanna Hiemer         | 625    |
| 8.   | Alba De Silvestro      | 613    |
| 9.   | Thibe Deseyn           | 590    |
| 10.  | Léna Bonnel            | 555    |

| Rang | Athletin               | Punkte |
| ---- | ---------------------- | ------ |
| 1.   | Axelle Gachet-Mollaret | 400    |
| 2.   | Emily Harrop           | 360    |
| 3.   | Alba De Silvestro      | 235    |
| 4.   | Léna Bonnel            | 228    |
| 5.   | Célia Perillat-Pessey  | 219    |
| 6.   | Margot Ravinel         | 183    |
| 7.   | Thibe Deseyn           | 177    |
| 8.   | Alessandra Schmid      | 173    |
| 9.   | Johanna Hiemer         | 154    |
| 10.  | Tove Alexandersson     | 154    |

| Rang | Athletin              | Punkte |
| ---- | --------------------- | ------ |
| 1.   | Emily Harrop          | 700    |
| 2.   | Marianne Fatton       | 571    |
| 3.   | Ana Alonso            | 453    |
| 4.   | Célia Perillat-Pessey | 396    |
| 5.   | Léna Bonnel           | 393    |
| 6.   | Tatjana Paller        | 373    |
| 7.   | Giulia Murada         | 362    |
| 8.   | Margot Ravinel        | 343    |
| 9.   | Eva Matějovičová      | 300    |
| 10.  | Caroline Ulrich       | 296    |

| Rang | Athletin               | Punkte |
| ---- | ---------------------- | ------ |
| 1.   | Emily Harrop           | 351    |
| 2.   | Axelle Gachet-Mollaret | 300    |
| 3.   | Alba De Silvestro      | 235    |
| 4.   | Ana Alonso             | 230    |
| 5.   | Sarah Dreier           | 227    |
| 6.   | Célia Perillat-Pessey  | 219    |
| 7.   | Johanna Hiemer         | 216    |
| 8.   | Thibe Deseyn           | 190    |
| 9.   | Cidan Yuzhen           | 187    |
| 10.  | Alessandra Schmid      | 183    |

## Mixed

### Weltcup-Übersicht
| Datum      | Austragungsort    | Disziplin | Sieger                                | Zweiter                                  | Dritter                                     |
| ---------- | ----------------- | --------- | ------------------------------------- | ---------------------------------------- | ------------------------------------------- |
| 26.01.2025 | Arinsal           | Staffel   | SpanienAna Alonso Oriol Cardona Coll  | FrankreichEmily Harrop Pablo Giner       | SchweizMarianne Fatton Robin Bussard        |
| 02.02.2025 | Boí Taüll         | Staffel   | SchweizCaroline Ulrich Thomas Bussard | SpanienAna Alonso Oriol Cardona Coll     | ÖsterreichJohanna Hiemer Paul Verbnjak      |
| 23.02.2025 | Bormio            | Staffel   | SpanienAna Alonso Oriol Cardona Coll  | FrankreichEmily Harrop Thibault Anselmet | SchweizMarianne Fatton Robin Bussard        |
| 22.03.2025 | Martelltal        | Staffel   | SchweizCaroline Ulrich Thomas Bussard | SpanienAna Alonso Oriol Cardona Coll     | FrankreichEmily Harrop Pablo Giner Dalmasso |
| 05.04.2025 | Villars-sur-Ollon | Staffel   | SpanienAna Alonso Oriol Cardona Coll  | SchweizMarianne Fatton Robin Bussard     | ItalienMichele Boscacci Alba De Silvestro   |